# Беркок, Исмаил
Исмаил Хакки Беркок (Жерештиев; 1889—1954) — турецкий генерал, публицист, активный член организаций кавказской диаспоры, депутат Великого национального собрания Турции.

## Биография

### Происхождение
Отец Исмаила Али Беркок был мухаджиром с Северного Кавказа и происходил из аристократического рода Джерештиевых (Жерештиевых). Он был родным братом Джюнуса Джерештиева и Османа Джерештиева. Вместе с другим родным братом Юсуфом он по политическим мотивам после окончания русско-турецкой войны 1877—1878 года переселился в пределы Османской империи.
Али Беркок Жерештиев был аталыком знаменитого балкарского князя Исмаила Урусбиева и на момент переселения дослужился до штабс-капитана в русской императорской армии. После переселения представители рода основали на территории Османской державы своё поселение в области Кайсери у города Пынарбаши и назвали его Жерешти (Jereştey), позднее оно преобразовалось в квартал Яглыпинар. Где и родился позже Исмаил Беркок.

### Юность
Он рано потерял родителей, но несмотря на все трудности Исмаил Беркок всё же окончил начальную деревенскую школу, приехал в Стамбул и отучился в средней школе. После окончания школы в 1907 году поступил в Османское военное училище. В 1908 году Исмаил Беркок получает воинское звание — старший лейтенант. Из училища выпустился в 1910 году в чине капитана. По окончании обучения направлен на службу в бюро Генерального штаба.

### Первая мировая война
Первую мировую войну Исмаил Беркок встретил в Македонии на Балканском фронте. Затем он участвовал в операциях и боевых действиях на Кавказском и Ближневосточном фронтах в частности в Ираке. В боях первой мировой войны так же участвовали два его родных брата — Ахмед и Махмуд Беркок, которые погибли в Битве при Чанаккале.

### Северный Кавказ
После февральской революции в Российской империи, на Северном Кавказе и в Закавказье усилились сепаратистские силы мечтавшие об едином и свободном Кавказе. В поддержку этого выступления народов Кавказа, после подписания 8 июня 1918 года договора о дружбе между Османской империй и Горской республикой, османское руководство перебросило в Дагестан экспедиционный отряд численностью в 652 солдат и офицеров, под руководством Исмаила Беркока, собранный в основном из потомков мухаджиров. Целью отряда было формирование Исламской армии Кавказа из собственно горцев. В поддержку отряда к концу октября 1918 года на Кавказ было переброшена 15 пехотная дивизия под руководством генерала Юсуфа Иззет пашы, которая стремительно заняла Дербент и Петровск (Махачкалу). Исмал Беркок пробыл на Северном Кавказе вплоть до 1920 года.

### Войне за независимость Турции
С началом войны за независимость Турции возвращается с Северного Кавказа и с 1920 года принимает активное участие в войне на стороне Мустафы Кемаля (Ататюрка).

### Турецкая Республика
После окончания войны за независимость участвует в различных военных миссиях республиканского правительства. В 1924 году получает чин подполковника. В 1937 году получает звание бригадного генерала Турецкой республики. В 1936 году становиться председателем Совета военной истории. С началом Второй мировой войны назначен в Мобилизационное управление Министерства обороны Турции. С 1943 года член военного кассационного суда. К моменту выхода в отставку в 1946 году член Высшего военного суда Турецкой республики.

### После отставки
После выхода в отставку в 1950 году избирается в Великое национальное собрание Турции от Демократической партии от родной для него области Кайсери. Через четыре года снова успешно избирается в парламент, но 11 мая 1954 года после операции в Лондоне генерал Исмаил Беркок умирает. Похоронен с почестями в столице Турции Анкаре на кладбище Джебеджи Асри.

## Ордена и медали
Исмаил Беркок был награждён следующими орденами и медалями:
- Медаль Лиакат (Медаль «За заслуги», тур. Liyakat Madalyası)
- Медаль Имтияз (Медаль «За отличие», тур. İmtiyaz Madalyası)
- Медаль Истикляль (Медаль «Независимости» тур. İstiklal Madalyası)
- Орден Османие (тур. Nishani Osmani)

## Книги
Исмаил Беркок является автором множество статей и книг охватывающие тематику военного дела, истории Кавказа и военной истории.
К его главным работам относятся:
- «Наши действия на Северном Кавказе в мировой войне и боевые действия 15-й дивизии. Операции и сражения.» («Büyük Harpte Şimalî Kakasya’daki Faaliyetlerimiz ve 15.Fırkanın Harekatı ve Muharebeleri»)

- «История Кавказа» («Tarihte Kafkasya» (İstanbul,1958)).
- «Дорога к независимости» («Kurtuluş Yolu» (İstanbul,1957))